# لفتة كشتيبان (عنافجة)
لفتة كشتيبان (بالفارسية: شهیدلفته کشتیبان) هي قرية وتقع في إيران في قسم عنافجة الريفي. يقدر عدد سكانها بـ 14 نسمة .